# Kupcy czasu
Kupcy czasu – album wydany przez Władysława Komendarka. Ukazał się w 1995 roku dzięki wytwórni Digiton.

## Lista utworów
1. „Promieniotwórczy trójkąt” – 7:00
2. „Międzyplanetarny hedonizm” – 7:34
3. „Kupcy czasu” – 8:45
4. „Trapez Bermudzki” – 17:48
5. „Dylatacja czasu” – 12:55
6. „Zatrzymanie czasu” – 7:26